# London Scottish FC
London Scottish Football Club es un equipo de rugby con sede en la ciudad de Londres, Inglaterra. Actualmente participa en el Champ Rugby, la segunda división profesional del rugby de Inglaterra.
Este equipo fue fundado por emigrantes escoceses de Londres siguiendo la estela de otros equipos formados por emigrantes como los London Irish o los London Welsh. Son normalmente conocidos como The Exiles en referencia a su pasado de "exiliados". 

## Historia
Fueron fundados en 1878 por la comunidad escocesa residente en Londres.
El 27 de abril de 1974 disputó la final John Player Cup perdiendo por un marcador de 26 a 6 frente a Coventry RFC  en el Twickenham Stadium de Londres.
En la temporada 1992-93 participó por primera y única vez hasta el momento de la primera división del rugby de Inglaterra, finalizando en la décima posición ubicándose en la zona de descenso.

## Palmarés
- RFU Championship (1): 1991-92
- National League 1 (2): 1989-90, 2010-11
- National League 2 (1): 2008-09
- Subcampeón John Player Cup: 1973-74.